# 58440 Zdenekstuchlik
58440 Zdenekstuchlik este o planetă minoră (asteroid), cu un diametru de 5,927 km, din centura de asteroizi. A fost descoperită pe 21 aprilie 1996 la Ondřejovská hvězdárna⁠(d) de Petr Pravec⁠(d). 
Obiectul prezintă o orbită caracterizată de o semiaxă mare de 2,7821702986354 UAi, o excentricitate de 0,1613390330458, o înclinație de 9,1600700117409 ° în raport cu ecliptica.